# Еммануель 2
«Еммануель 2» (фр. Emmanuelle: L'antivierge, «Еммануель: антидіва») — французький еротичний фільм 1975 року, створений режисером Франсісом Джакобетті за однойменним романом Еммануель Арсан. У головній ролі — Сільвія Крістель.

## Сюжет
Еммануель пливе на поромі до Гонконгу, де на неї чекає її чоловік Жан. Бронювання окремої каюти не спрацьовує, тож Еммануель доводиться розташуватися з іншими пасажирками. Там, серед багатьох азійських жінок вона знайомиться (й потім кохається) з європейкою, яка вночі розповідає їй, що коли вона вчилася в школі у Макао, її згвалтували троє дівчат-азійок, і відтоді їй подобається кохатися з жінками.
Після приїзду у Гонконг Еммануель дізнається, що у них гостює товариш Жана — Крістофер, льотчик і контрабандист антикваріату. Еммануель фліртує з ним, але він лишає її загравання без уваги. Пізніше він супроводжує її за покупками й Еммануель мимохідь відвідує кабінет голковколювання. Під час сеансу вона фантазує як кохається з Крістофером.
Еммануель з чоловіком відвідують званий вечір у Лаури, з якою у Жана за відсутності дружини був роман. Про це він преспокійно розповідає Еммануель, а та так само спокійно згадує про це в розмові з Лаурою, і та ніяковіє. Там вони знайомляться з Анною-Марією, падчеркою Лаури. Анна-Марія стає подругою Еммануель і розповідає їй, що ще незаймана.
Пізніше Еммануель зазнає сексуальних пригод з темношкірим вчителем танців, сильно татуйованим гравцем в поло та трьома матросами у борделі «Сад Джет» (вона прийшла туди попередити Крістофера, що його розшукує поліція, і той спішно відлітає, так і не наважившись торкнутися дружини друга, чим дуже розчаровує її).
Також Еммануель з чоловіком та Анною-Марією відвідує масажний салон, де троє оголених дівчат-масажисток роблять усім трьом еротичний масаж.
Пізніше Еммануель з Жаном запрошують Анну-Марію поїхати разом з ними на Балі, і вона погоджується. На острові вони дивляться традиційний балійський танок кечак, сюжет якого взято з «Рамаяни». Під час вистави Анна-Марія знайомиться з молодим хлопцем і прогулюється з ним. Повернувшись, вона застає Еммануель і Жана щойно з-під душу. Жан не бачить дівчину, і Еммануель, зробивши їй знак мовчати, запитує в чоловіка, чи подобається йому Анна-Марія. Він відповідає, що подобається, після чого вони кохаються втрьох.

## У ролях
- Сільвія Крістель — Еммануель
- Умберто Орсіні — Жан
- Катрін Ріве — Анна-Марія
- Фредерік Лагаш — Крістофер
- Флоренс Лафума — Лаура
- Том Кларк — Пітер
- Лаура Гемсер — масажистка
- Венантіно Венантіні — гравець у поло
- Ізабель Лакан — епізод

## Цікаві факти
- Пісню «L'amour d'aimer» (слова Катрін Дезаж і Лео Каррьє, музика Франсіса Ле), яка звучить під час заключних титрів, виконує Сільвія Крістель.
- Перебуваючи на о. Балі, Еммануель, Жан та Анна-Марія спостерігають танець кечак який традиційно виконується групою з 100 або більше чоловіків, одягнених у картаті саронги. Цей танець зображує сюжет, описаний в «Рамаяні».
- На основну музичну тему фільму, створену Франсісом Ле, пізніше була написана чеська пісня «Hrátky s láskou», відома у виконанні Карела Готта[1].
- У сцені, коли Еммануель шукає Крістофера в борделі «Сад Джет» (67-я хвилина фільму), проходячи через натовп матросів і повій, чітко чути голос, що говорить по-російськи: «Чайку б з лимоном!».
- Фільм отримав широку популярність у відеопрокаті Радянського Союзу в перекладі Леоніда Володарського, при тому, що фільм міг бути підставою для кримінального покарання за «поширення порнографії».

## Інші назви
- Emmanuelle l antivierge
- Еммануель 2, Еммануель — антидівчина, Еммануель 2: радості жінки
- Emmanuelle l antivergine
- Emmanuelle II, Emmanuelle: The Joys of a Woman, Emmanuelle — The Joys of a Woman
- Emmanuelle 2